# En plats i solen
En plats i solen (en inglés: "Annika Bengtzon: Crime Reporter - A Place in the Sun") es una película sueca estrenada el 29 de agosto del 2012 dirigida por Peter Flinth.
La película es la sexta y última entrega de la franquicia de la serie de películas Annika Bengtzon.
Basada en el personaje ficticio de la periodista Annika Bengtzon, protagonista de varias novelas de la escritora sueca Liza Marklund.

## Sinopsis
Cuando una familia sueca menos su hija de 16 años quien está desaparecida es encontrada asesinada en su casa en Costa del Sol en el sur de España, la policía y los periodistas de crímenes tiene dudas si fue un robo que salió mal.

## Personajes

### Personajes principales
| Actor            | Personaje         | Ocupación                                  |
| ---------------- | ----------------- | ------------------------------------------ |
| Malin Crépin     | Annika Bengtzon   | Periodista de Crímenes del "Kvällspressen" |
| Erik Johansson   | Patrik Nilsson    | Reportero de Crímenes del "Kvällspressen"  |
| Leif Andrée      | Spiken            | Director de Noticias del "Kvällspressen"   |
| Björn Kjellman   | Anders Schyman    | Jefe de Redacción del "Kvällspressen"      |
| Kajsa Ernst      | Berit Hamrin      | Periodista de Crímenes del "Kvällspressen" |
| Richard Ulfsäter | Thomas Samuelsson | Esposo de Annika                           |
| Felix Engström   | Q                 | -                                          |

### Personajes secundarios
| Actor                 | Personaje               | Ocupación                    |
| --------------------- | ----------------------- | ---------------------------- |
| Magnus Krepper        | Niklas Linde            | -                            |
| Hanna Alström         | Sophia Grenborg         | -                            |
| Ruth Vega Fernandez   | Carita Halling-Gonzales | -                            |
| Gerhard Hoberstorfer  | Filip Andersson         | -                            |
| Jonatan Rodriguez     | Jocke Zarco Martinez    | -                            |
| Lisa Henni            | Lotta Svensson          | -                            |
| Fatima Adoum          | Fatima                  | -                            |
| Charlotte Fich        | Vibeke Jensen           | -                            |
| Robert Sjöblom        | Rickard Marmén          | -                            |
| Julia Sporre          | Suzette Söderström      | -                            |
| Tom Schacht           | Sebastian Söderström    | -                            |
| Nelly Lundahl         | My Söderström           | -                            |
| Isabel Lagrilliere    | Veronika Söderström     | -                            |
| Gustav Idsäter        | Leo Söderström          | -                            |
| Fredrik Wagner        | Henry Hollister         | -                            |
| Ester Sjögren         | Polly Sandman           | -                            |
| Rolf Nilsson          | Rolf                    | -                            |
| Elvira Franzén        | Ellen                   | Hija de Annika y Thomas      |
| Edvin Ryding          | Kalle                   | Hijo de Annika y Thomas      |
| Manuel Alonso Bernal  | -                       | Policía Español              |
| Belebied Hassan       | -                       | Escolta Estadounidense       |
| Ayoub El Hilali       | -                       | Guardia Marroquí             |
| Lennart R. Svensson   | -                       | Abogado de Filip             |
| Rico Rönnbäck         | -                       | Propietario del Club de Golf |
| Lennart R. Svensson   | -                       | Abogado de Filip             |
| Abderrahman Ben Yahya | -                       | Taxista                      |
| Janice Picconi        | -                       | Estudiante                   |

## Producción
La película fue dirigida por Peter Flinth, escrita por Alex Haridi (en el guion) estuvo basada en las novelas de la escritora sueca Liza Marklund.
Fue producida por Jenny Gilbertsson en coproducción con Hans-Wolfgang Jurgan, Lone Korslund y Åsa Sjöberg, contó con el apoyo de los productores ejecutivos Anni Faurbye Fernandez, Jessica Ericstam (de TV4), Ole Søndberg, Mikael Wallen y Niva Westlin (de TV4), en asociación con los productores Gervasio Iglesias, Lara Sastre y Søren Stærmose, así como las productoras de línea Susanne Tiger y Helena Larsson.
La música estuvo a cargo de Adam Nordén, mientras que la edición fue realizada por My Thordal.
La quinta entrega fue estrenada el 29 de agosto del 2012 en Suecia.	
Contó con la compañía productora "Yellow Bird" en coproducción con "Degeto Film", "TV4 Nordisk Television" y "Nordisk Film", la película también contó con el apoyo de la compañía "Chimney Pot, The" (en los efectos digitales), "Efe-X" (en los efectos especiales), así como con "Dagsljus Filmequipment", "Ljudligan" (en sonido), "Europa Foley" y con "Iluminaciones Cinetel".
En el 2012 fue distribuida por "Zodiak Rights" en todo el mundo por DVD, por "Nordisk Film" en DVD en Suecia, por "Katholieke Radio Omroep (KRO)" en televisión y por "Lumière Home Entertainment" en DVD en los Países Bajos. Finalmente en el 2013 fue distribuida por "AXN Crime" a través de la televisión en Hungría.

### Emisión en otros países
| País           | Título                                                        | Fecha de Estreno                                |
| -------------- | ------------------------------------------------------------- | ----------------------------------------------- |
| Alemania       | Ein Fall für Annika Bengtzon: Kalter Süden                    | 20 de mayo de 2013 (estreno en televisión)      |
| Dinamarca      | En plads i solen                                              | -                                               |
| Estados Unidos | Annika Bengtzon: Crime Reporter - A Place In The Sun          | -                                               |
| Finlandia      | Paikka auringossa                                             | -                                               |
| Hungría        | Annika Bengtzon - A bűn nyomában: A fényűző élet sötét oldala | 10 de marzo de 2013 (estreno en televisión)     |
| Italia         | Annika: Crime reporter - Freddo sud                           | 29 de diciembre de 2013 (estreno en televisión) |
| Países Bajos   | -                                                             | 26 de junio de 2012                             |
| Polonia        | Z rubryki kryminalnej: Miejsce w sloncu                       | -                                               |